# Organizační struktura Junáka
Organizační struktura Junáka – českého skauta se skládá z mnoha jednotek a orgánů na několika funkčních úrovních od celostátní po místní.
Junák – český skaut je podle svých stanov činovnickou demokracií, na jeho řízení se tedy podílí všichni, kdo mají v rámci organizace nějakou funkci, od vedoucího oddílu po náčelní a náčelníka.

Schéma organizační struktury

## Oddíl
Základní funkční jednotkou Junáka je skautský oddíl. Je to jednotka, která má za úkol přímo naplňovat poslání Junáka – českého skauta jmenované ve Stanovách. Oddíly bývají spolu s roverskými kmeny označovány coby výchovné jednotky (VJ). Nejčastěji mají 12–30 dětí a jsou vedeny několika dospělými činovníky. Minimálně jeden z nich musí mít složenou vůdcovskou zkoušku. 
Oddíly se zpravidla člení do družin. Družina je skupina většinou šesti až deseti dětí, ve kterých se odehrává velká část programu. Práce v družinách (tedy malých dětských kolektivech) je jedním z bodů skautské výchovné metody.
V současnosti fungují jak oddíly oddělené dle pohlaví, tak i oddíly smíšené. Ve větších střediscích jsou často oddíly rozdělené podle skautských věkových kategorií. V Junáku je bylo v roce 2025 registrováno přes 2300 oddílů. Vedle klasických oddílů fungují i oddíly s rozšířenou křesťanskou výchovou i oddíly s vodáckým programem (vodní skauti).

## Středisko
Několik skautských oddílů dohromady tvoří skautské středisko. Funkcí střediska je zajišťovat základní servis oddílům a koordinovat skautskou činnost a poskytovat servis tak, aby se mohly oddíly v maximální míře věnovat své výchovné činnosti. Oproti oddílu disponuje středisko vlastní právní osobností, a může tedy vlastnit majetek a vstupovat do různých právních vztahů. Středisko musí mít minimálně tři výchovné jednotky a většinou má 50–200 členů, i když větší střediska také nejsou výjimkou (největší středisko Blaník v Praze mělo v roce 2019 778 členů). Středisko je základní organizační jednotkou (ZOJ).

## Vyšší organizační jednotky
Střediska jsou seskupena do okresů (řídícími orgány jsou okresní rady Junáka – ORJ) a ty poté do krajů (řídícími orgány jsou analogicky KRJ – krajské rady Junáka – českého skauta). Okresy a kraje se souhrnně označují jako vyšší organizační jednotky (VOJ). Jejich funkcí je koordinovat a podporovat výchovnou činnost podřízených jednotek, vytvářet organizační a finanční zázemí a spoluorganizovat skautské vzdělávání. Skautské okresy i skautské kraje mají vlastní právní osobnost jako pobočné spolky. Jejich statutárními orgány jsou předsedové okresních, resp. krajských rad. Kvůli menší členské základně v některých oblastech a ztrátě návaznosti na státní správu po zrušení okresních úřadů se v Junáku postupně zmenšuje počet okresů – v menších krajích dochází k jejich úplnému zrušení, střediska pak podléhají přímo krajům, ve větších krajích se některé okresy slučují.

## Ústřední orgány

Na ústřední úrovni je Junák – český skaut řízen těmito orgány: 
- Valný sněm Junáka – českého skauta (VSJ), scházející se přibližně jednou za tři roky a je nejvyšším orgánem spolku (plnící funkci členské schůze),
- Náčelnictvo Junáka – českého skauta (NJ), vrcholný strategický a koncepční orgán,
- Výkonná rada Junáka – českého skauta (VRJ), zajišťující každodenní řízení spolku,
- Rozhodčí a smírčí rada Junáka – českého skauta (RSRJ), řešící spory a vnitřní právo spolku,
- Ústřední revizní komise Junáka – českého skauta (ÚRKJ), kontrolující činnost, s důrazem na hospodaření.

### Valný sněm
Valný sněm Junáka – českého skauta se dle stanov spolku koná nejméně jednou za tři a půl roku. Účastní se ho několik stovek delegátů ze všech úrovní organizace; střediska vysílají delegáty dle počtu svých členů.
Valný sněm volí podstatnou část ostatních ústředních orgánů (včetně náčelníka a náčelní) a rozhoduje o zásadních otázkách pro celou organizaci. Jako jediný má také pravomoc měnit Stanovy.

### Náčelnictvo
Náčelnictvo Junáka – českého skauta je nejvyšším orgánem mezi sněmy. Jeho funkce je v rámci demokratického řízení organizace obdobná parlamentu; jsou v něm reprezentativně zastoupeny hlavní zájmové skupiny v organizaci:
- náčelní, náčelník, místonáčelní a místonáčelník, volení Valným sněmem,
- dalších 5 mužů a 5 žen zvolených Valným sněmem,
- 14 zástupců skautských krajů (z každého kraje jeden),
- 2 zástupci kmene dospělých,
- hlavní kapitán vodních skautů (z titulu funkce).

Náčelnictvo má v pravomoci rozhodovat ve všech otázkách, které nejsou ve výhradní kompetenci Valného sněmu; rozhoduje tak především o koncepčních otázkách organizace, často rozpracovává směry sněmem určené. Pro zpracování jednotlivých témat zřizuje pracovní skupiny. Schvaluje každoroční rozpočet Junáka – českého skauta, zpracovává a vyhodnocuje jeho strategii. Úkoluje Výkonnou radu, jejíhož starostu jmenuje. Vydává po Stanovách nejvyšší vnitřní předpisy, řády. Členové Náčelnictva vykonávají své funkce jako dobrovolníci a nesmějí být v žádném pracovněprávním vztahu vůči Junáku nebo jiné organizační jednotce.

### Výkonná rada
Výkonná rada zajišťuje běžné řízení chodu spolku (podobá se tak vládě). V jejím čele stojí starosta, který je statutárním orgánem Junáka – českého skauta. Jednotlivé agendy (např. vzdělávání) mají na starosti zpravodajové, které jmenuje starosta po schválení Náčelnictva, a jejich odbory. Výkonné radě také podléhá Kancelář ústředí Junáka – českého skauta, tvořená zaměstnanci vyřizujícími nutnou agendu (dotace, rozvojové projekty, komunikace). Starosta i zpravodajové mohou být zaměstnanci Junáka – českého skauta, ale pouze v případě, že vykonávají mandát člena VRJ jako zaměstnání.

### Rozhodčí a smírčí rada
Rozhodčí a smírčí rada plní funkci rozhodčí komise spolku ve smyslu ustanovení § 265 občanského zákoníku (podobá se tak soudu). Má za úkol řešit spory v organizaci a přispívat k jejich smírnému urovnání. Je také jediná oprávněná v době mezi sněmy vykládat význam Stanov. Může rozhodnout o zrušení vnitřního předpisu nebo jeho části, pokud je ve sporu s vyšším vnitřním předpisem nebo platným právním řádem.

### Ústřední revizní komise
Ústřední revizní komise je kontrolní komisí spolku ve smyslu ustanovení § 262 občanského zákoníku (podobá se tak Nejvyššímu kontrolnímu úřadu). Přezkoumává fungování Junáka především na ústřední úrovni, zejména jeho hospodaření; pravidelně však provádí namátkové kontroly i v nižších jednotkách.